# یواس‌اس آلرت (اس‌پی-۵۱۱)
یواس‌اس آلرت (اس‌پی-۵۱۱) (به انگلیسی: USS Alert (SP-511)) یک کشتی بود که طول آن ۷۵ فوت (۲۳ متر) بود. این کشتی در سال ۱۹۱۳ ساخته شد.